# Filònoe (filla de Tindàreu)
Filònoe (en grec antic: Φιλονόη) va ser, segons la mitologia grega, una princesa espartana filla del rei Tindàreu i de Leda, una filla del rei Testi d'Etòlia.
Al Catàleg de les dones d'Hesíode, es diu que Leda es va allitar amb Tindàreu i va tenir a Timandra, a Clitemnestra («d'ulls de vaca») i a Filònoe («bonica com els immortals»). Afegeix que Àrtemis la va fer immortal, gràcia que també va concedir a la seva neboda Ifigenia. Apol·lodor en dona la mateixa filiació.
Altres germans (o germanastres) de Filònoe van ser Helena i els Dioscurs, fills de Zeus i Leda. Eurípides l'anomena Febe, i diu que Leda va tenir tres filles, Febe Clitemnestra i Helena.